# Глухов, Иван Алексеевич (учёный)
Иван Алексеевич Глухов (04.05.1913 — 02.01.2005) — советский и таджикистанский учёный, доктор химических наук, член-корреспондент АН Таджикистана.

## Биография
Окончил Среднеазиатский государственный университет (1936).
- 1944—1946 зав. лабораторией Среднеазиатской станции «Главпарфюмер»,
- 1956—1982 зав. лабораторией химии редких металлов Института химии АН Таджикской ССР,
- 1982—1997 зав. группой хлорной технологии Института химии им. В. И. Никитина АН РТ (1982—1997).

Доктор химических наук (1966), профессор (1969). член-корреспондент АН Таджикистана (1981, специальность — «химия»).
Соавтор изобретений:
- Способ получения комплексного соединения вольфрама
- Способ очистки керамического сырья
- Способ переведения ниобия в парамагнитное состояние
- Способ и устройство для извлечения вольфрама и молибдена из бедного низкосортного рудного сырья

Заслуженный деятель науки Таджикской ССР (1973). Награждён медалью «За трудовое отличие», Почётной грамотой Президиума Верховного Совета Таджикской ССР.